# Trufla zimowa

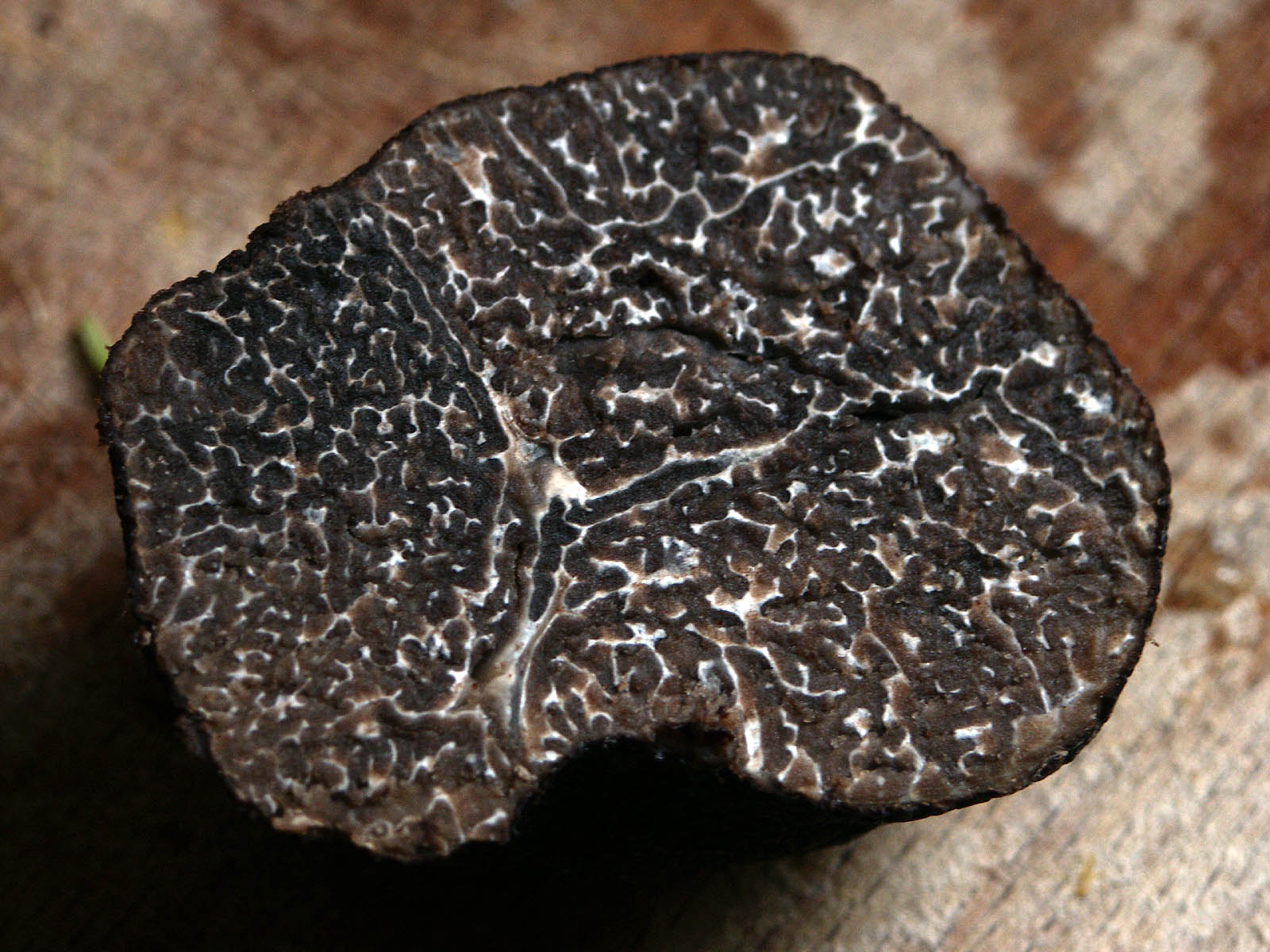

Trufla zimowa (Tuber brumale Vittad.) – gatunek grzybów należący do rodziny truflowatych (Tuberaceae). Grzyb podziemny.

## Systematyka
Pozycja w klasyfikacji według Index Fungorum: Tuber, Tuberaceae, Pezizales, Pezizomycetidae, Pezizomycetes, Pezizomycotina, Ascomycota, Fungi.
Takson ten został po raz pierwszy zdiagnozowany taksonomicznie przez Carlo Vittadiniego w „Monographia Tuberacearum” w 1831 r. Zaklasyfikowano tam rodzaj Tuber do sekcji Centrales rodziny Tubereae, należącej do podrzędu Angiogasrum w ówczesnej klasie Gasteromycetum. Gatunek Tuber brumale został tam opisany m.in. jako „Globosum, nigrum, verrucis rotundato-angulosis, [...] Odor fortis ligni Corni sanguineae! sapor gratus.”.

## Morfologia
Askokarp
Pokroju kulistawego, spłaszczony, średnicy do 1,6 cm i wysokości 0,8 cm. Okrywa mocno przytwierdzona do obłoczni, u młodych owocników czerwonawa, po dojrzeniu czarnobrązowa, pokryta brodawkami o wielkości 2–3 mm. Obłocznia początkowo wodnista, brudnobrązowawa, u dojrzałych owocników mięsista, szarobrązowa, o marmurkowym wzorze na przekroju. Worki o wymiarach 62,5–67,5×40–60 μm, elipsoidalne, niemal kuliste, zawierające od 1 do 6 askospor każdy.
Zarodniki
Elipsoidalne, o wymiarach przeważnie 22,5–30 × 15–20 μm, początkowo bezbarwne (hialinowe), potem żółtobrązowe, pokryte cyjanofilnymi kolcami o długości 3–5 μm i szerokości 1 μm.

## Występowanie i siedlisko
Występowanie trufli zimowej potwierdzono w: Bułgarii, Hiszpanii, Słowenii, Włoszech i Stanach Zjednoczonych.
Grzyb podziemny mykoryzowy.

## Znaczenie
Grzyb jadalny wytwarzający jadalne, bulwiaste, podziemne owocniki (askokarpy).